# 1985 en Alberta
Chronologie de l'Alberta
- 1981
- 1982
- 1983
- 1984
- 1985
- 1986
- 1987
- 1988
- 1989

Cette page concerne des événements qui se sont produits durant l'année 1985 dans la province canadienne de l'Alberta.

## Politique
- Premier ministre :  Peter Lougheed du parti Progressiste-conservateur  puis Donald Getty du parti Progressiste-conservateur
- Chef de l'Opposition :
- Lieutenant-gouverneur :  Francis Charles Lynch-Staunton (en) puis Helen Hunley.

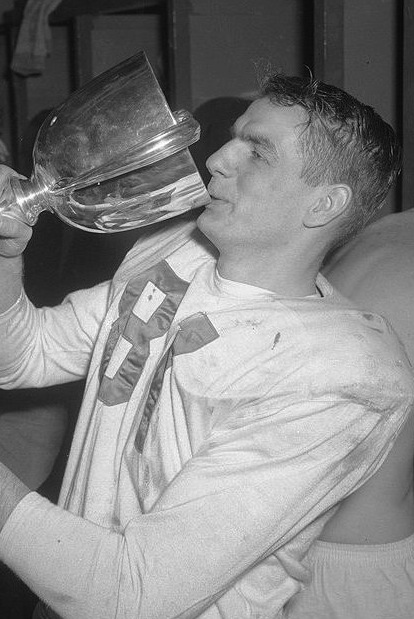
Donald Getty

- Législature :

## Événements
- Mai : les Oilers d'Edmonton gagnent la coupe Stanley.

## Naissances

### Janvier
- 3 janvier : Shawn James Robert Belle (né à Edmonton), joueur professionnel canadien de hockey sur glace[1].
- 4 janvier : James Timothy White (né à Calgary), millionnaire autodidacte, entrepreneur et écrivain. Il a été directeur et PDG de J & W Corporate, une entreprise au capital de plusieurs millions de dollars qui comprend cinq corps de métiers[2]. En 2006, à l'âge de 21 ans, et seulement quatre ans après son affectation officielle, White comptabilisait un total d'environ 4 millions de dollars de bénéfices nets et employait plus de 280 salariés[2]. En 2010, à la tête d'Eurotex Finanz Inc. (KFE.DE) à seulement vingt-cinq ans, il est le plus jeune PDG jamais répertorié à la Bourse de Francfort[3]. En décembre 2010, White fonda également Eurotex Global Savings & Trust SA[4].
- 10 janvier : Robert Åke Nilsson (né à Calgary ), joueur professionnel de hockey sur glace canado-suédois. Il joue au poste d'ailier gauche[5].
- 13 janvier : Jeremy Colliton (né à Blackie), joueur professionnel et entraîneur canadien de hockey sur glace.
- 16 janvier : Nikolas « Nik » Ledgerwood, né à Lethbridge, joueur international canadien de soccer. Il joue au poste de milieu défensif avec le Cavalry FC en Première ligue canadienne.

### Février
- 4 février : Mark Letestu (né à Elk Point), joueur professionnel canadien de hockey sur glace. Il joue au poste de centre pour l'organisation des Blue Jackets de Columbus de la Ligue nationale de hockey.
- 26 février : Mike Robertson, né à Edmonton, snowboarder canadien, spécialisé dans l'épreuve de cross dont il a été le vice-champion olympique en 2010.
- 27 février : Braydon Coburn (né  à Calgary), joueur professionnel canadien de hockey sur glace. Il joue au poste de défenseur.

### Mars
- 18 mars : Jamie Gregg, né à Edmonton, patineur de vitesse canadien spécialisé dans les épreuves de sprint (500 m et 1 000 m). Son père était un joueur de hockey sur glace, sa mère une patineuse de vitesse tout comme sa sœur Jessica[6].
- 20 mars : Ryan Stone (né à Calgary), joueur professionnel de hockey sur glace.
- 27 mars : Ian McDonald (né à Edmonton), joueur professionnel canadien de hockey sur glace[7]. Il joue au poste d'ailier[8].
- 29 mars : Adam Wong (né à Calgary), gymnaste canadien.

### Avril
- 6 avril : Clarke MacArthur (né à Lloydminster), joueur professionnel canadien de hockey sur glace.
- 10 avril : 
  - Emmy Blouin, joueuse canadienne de volley-ball née à Saint Albert. Elle mesure 1,77 m et joue réceptionneuse-attaquante.
  - Dion Phaneuf,  joueur de hockey sur glace né à Edmonton; défenseur des Kings de Los Angeles.

### Mai
- 11 mai : Jadyn Wong, née à Medicine Hat, actrice canadienne.

### Juin
- 5 juin : Braden Walls (né à Calgary), joueur professionnel de hockey sur glace canado-britannique[9]. Il joue au poste d'attaquant.
- 12 juin : Nathan Gafuik (né à Calgary), gymnaste canadien.
- 20 juin : Aaron Schooler, né à Edmonton, coureur cycliste canadien, spécialiste du cyclo-cross.

### Juillet
- 5 juillet : Stephen Anthony Nash, joueur canadien de volley-ball né à Calgary. Il joue au poste de attaquant.
- 16 juillet : Jay Rosehill (né à Olds), joueur professionnel canadien de hockey sur glace évoluant au poste de défenseur ou d'ailier gauche.
- 20 juillet : Stefan Meyer (né à Medicine Hat), joueur professionnel canadien de hockey sur glace[10],[11].

### Août
- 2 août : Harry Smith, (né à Calgary), catcheur canadien connu pour son travail à la World Wrestling Entertainment sous le nom de ring David Hart Smith et travaille depuis 2012 principalement au Japon à la New Japan Pro Wrestling ainsi qu'à la Pro Wrestling NOAH.

### Septembre
- 4 septembre : Kaillie Humphries, née à Calgary, est une bobeuse canadienne en tant que pilote après avoir été freineuse. Au cours de sa carrière, elle a notamment remporté la médaille d'argent lors de l'épreuve mixte des Championnats du monde 2008 à Altenberg, également sa meilleure performance au classement général de la Coupe du monde est une seconde place en 2010 derrière l'Allemande Sandra Kiriasis. Elle est la championne olympique en titre du bob à 2 avec sa partenaire Heather Moyse sur la piste de Whistler. Elle a raflé aussi deux titres mondiaux consécutifs en 2012 et 2013, avec respectivement Jennifer Ciochetti et Chelsea Valois. Elle conserve son titre olympique avec Heather Moyse lors des Jeux de Sotchi 2014.
- 17 septembre : Mason Raymond (né à Calgary), joueur professionnel canadien de hockey sur glace[12].
- 30 septembre : Greyston Holt, né à Calgary, acteur canadien. Il est notamment connu pour son rôle dans la série télévisée Bitten.

### Octobre
- 1 octobre : MacGregor Donald Bartley Sharp (né à Red Deer), joueur professionnel canadien de hockey sur glace. Il joue à la position d'attaquant[13].
- 9 octobre : Jarod Joseph, acteur canadien né  à Calgary.
- 12 octobre : Michael Green, dit Mike Green, (né à Calgary), joueur professionnel canadien de hockey sur glace. Il joue au poste de défenseur des Red Wings de Détroit dans la Ligue nationale de hockey.
- 16 octobre : Jay Beagle (né à Calgary), joueur professionnel canadien de hockey sur glace.

### Novembre
- 19 novembre : Jeff Glass (né à Calgary), joueur professionnel canadien de hockey sur glace. Il joue au poste de gardien de but.

### Décembre
- 25 décembre : Nathan Smith, né à Calgary,  biathlète canadien, vice-champion du monde de sprint en 2015.